# Catherine Baratti-Elbaz
Pour les articles homonymes, voir Elbaz.
Catherine Baratti-Elbaz, née le 14 juillet 1969 à Marseille dans les Bouches-du-Rhône, est une enseignante-chercheuse et femme politique française membre du Parti socialiste (PS). Élue municipale en 2008, elle devient maire du 12e arrondissement de Paris à la suite des élections municipales de 2014 ; elle occupe cette fonction jusqu'en 2020. Elle est présidente du groupe des élus métropolitains socialistes, radicaux et apparentés à la Métropole du Grand Paris de 2016 à 2018 et du syndicat Autolib' et Vélib' Métropole à partir de 2017.

## Biographie

### Études et vie professionnelle
Catherine Baratti-Elbaz effectue l'ensemble de son cursus scolaire à Marseille. De la 2de à la terminale, elle étudie au lycée Thiers. À la suite de classes préparatoires scientifiques dans ce même établissement puis au lycée Saint-Louis, elle intègre en septembre 1990 l'École normale supérieure de Cachan (ENS Cachan) et obtient l'agrégation de Biochimie Génie biologique en 1994.
Elle poursuit un doctorat en Biologie à l'unité Inserm du Centre hospitalier universitaire Kremlin-Bicêtre et soutient sa thèse en 2000 sur l'internalisation et le recyclage du récepteur de la thyréostimuline (TSH). Dans ce cadre, elle cosigne deux publications scientifiques en endocrinologie,.
Qualifiée aux fonctions de maître de conférences en 2002, elle enseigne à l'université Paris-Sud 11 et à l'ENS Cachan, où ses recherches portent sur la dynamique de l'actine. Elle dispense un cours de biochimie en première année de médecine et publie sur ce thème un livre aux éditions Dunod.
De 2006 à 2014, elle est responsable pédagogique du service des études à l'ENS Paris-Saclay.
En 2020, avec la fin de ses mandats de maire d'arrondissement et de conseillère de Paris, elle rejoint le ministère de l'Éducation nationale en intégrant l'Inspection générale de l'Éducation, du sport et de la recherche.

### Engagement associatif
Catherine Baratti-Elbaz exerce de 2003 à 2006 les fonctions de présidente de l'association Culture, Loisirs, Animation, Jeu, Éducation (CLAJE), structure gérant les activités socio-culturelles et centres d'animation dans le 12e arrondissement de Paris.

## Parcours politique
Son engagement politique commence en 1996 au Parti socialiste et en 2008 elle est investie comme déléguée de la motion A de Bertrand Delanoë au congrès de Reims du Parti socialiste. À la suite du congrès de Poitiers, Catherine Baratti-Elbaz entre au conseil national du Parti socialiste.

### Engagement municipal
Active lors des élections municipales 2001, Catherine Baratti-Elbaz est élue conseillère d’arrondissement du 12e arrondissement de Paris lors des élections municipales de 2008 et devient présidente du groupe des élus socialistes, radicaux et apparentés au conseil d'arrondissement. Elle y devient également adjointe à la maire Michèle Blumenthal chargée de la voirie et des déplacements : dans ce cadre, elle a notamment piloté l'extension du tramway des Maréchaux.
En octobre 2013, elle est investie en tête de la liste du Parti socialiste dans le 12e arrondissement. Elle est élue conseillère de Paris le 30 mars 2014 et devient Maire du 12e arrondissement le 13 avril 2014.

### Maire du12earrondissement de Paris (2014-2020)
À la suite du vote du Conseil de Paris, en septembre 2015, de la création d'une onzième mission d'information et d'évaluation (MIE) relative à « La politique dédiée au périscolaire à Paris », Catherine Baratti-Elbaz est nommée rapporteure de la mission, dont le rapport, adopté à l'unanimité, est remis à la maire de Paris, Anne Hidalgo, le 3 mai 2016.
Prolongeant dans son mandat de maire son expérience dans la sphère de l'enseignement supérieur, elle prend notamment part à l'arrivée dans son arrondissement  de l’université Sorbonne Nouvelle. Siégeant au conseil d'administration de cette université, Catherine Baratti-Elbaz prépare son déménagement vers le site de Nation dans le 12e : participation à l’enquête publique en juin 2014 ou encore  pose de la 1re pierre en mars 2017. Elle donne corps à l'engagement de la ville de Paris sur ce chantier de déménagement/construction évalué à plus de 135 millions d'euros , pour que le nouveau campus soit ouvert vers les habitants[pas clair].
Plus largement, sous son mandat de maire, le 12e arrondissement accueille plusieurs établissements d’enseignement supérieur : le campus parisien de l’EM Lyon, un campus de formation initiale et continue de l’APHP ou encore l’école de journalisme CFJ et l’école W .
Sous sa direction, l'arrondissement s’investit en outre dans différentes actions alliant éducation et écologie : des "cours oasis" face au réchauffement climatique sont lancés  ;  des vergers pédagogiques sont développés dans certains établissements primaires. C'est elle qui, lors des annonces de fin 2017 du président de la République Emmanuel Macron pour s’engager pour plus de Bio dans la restauration collective d’ici 2022, rappelle que déjà plus de 50% de produits Bio et labellisés sont servis dans les cantines de son arrondissement.
Comme présidente de la Caisse des écoles du 12e arrondissement, elle est amenée dès son entrée en fonctions à licencier le directeur général en place pour erreur de gestion et faute grave ,. Ce licenciement provoque de d’émotion parmi les personnels les militants socialistes et adhérents de la FCPE dont il avait été président. En 2015, elle s'oppose tout aussi fermement au maire de Chilly-Mazarin en Essonne, lequel refusait de scolariser les enfants des familles hébergées par l'État sur sa commune, soutenant qu'elles avaient une domiciliation administrative au Samu social de Paris, au siège dans le 12e arrondissement de Paris.
Elle annonce en septembre 2019 ne pas briguer de deuxième mandat de maire. Catherine Baratti-Elbaz rend alors public son soutien à la candidature d'Emmanuel Grégoire – élu du 12e arrondissement depuis 2014 et premier adjoint d'Anne Hidalgo – pour les élections municipales de 2020 dans l'arrondissement. Finalement, à la suite d'un accord politique entre le Parti socialiste et Europe Écologie Les Verts, c'est Emmanuelle Pierre-Marie qui lui succède en tant que maire du 12e arrondissement.

### Mandat métropolitain
Depuis le 15 décembre 2015, Catherine Baratti-Elbaz est élue conseillère métropolitaine et fait partie des conseillers de Paris représentant le territoire de Paris au sein de la Métropole du Grand Paris : elle préside le groupe des élus métropolitains socialistes, radicaux et apparentés à la Métropole du Grand Paris depuis le 1er janvier 2016.
En octobre 2017, elle est élue présidente du Syndicat Autolib' et Vélib' Métropole.

### Députée suppléante de Paris (2012-2017)
En 2012, Catherine Baratti-Elbaz est suppléante de Sandrine Mazetier, candidate aux élections législatives de juin 2012 dans la Huitième circonscription de Paris, regroupant plusieurs quartiers des 12e et 20e arrondissement.
Celle-ci obtient 42,42 % des suffrages au premier tour et est réélue au second tour, avec 61,51 % des suffrages exprimés, face à Charles Beigbeder (UMP) qui reçoit 38,49 % des suffrages exprimés. Sandrine Mazetier devient alors vice-présidente de l'Assemblée nationale.
En tandem avec Florence Augier, elle est chargée du projet « Vie associative & citoyenne » dans la campagne de Vincent Peillon pour la primaire citoyenne de 2017. Elle est également membre de son comité politique.

## Propositions et prises de position
En juin 2016, avec Christophe Girard, Maire du 4e arrondissement, elle prend position en faveur de la piétonisation de la rive droite des Berges de Seine, dans laquelle elle voit notamment un « enjeu de santé publique majeur » et un moyen de « répondre aux besoins de mobilité au sein de la métropole du Grand Paris ».
En octobre 2016, Catherine Baratti-Elbaz cosigne une tribune avec une vingtaine de maires de la Métropole du Grand Paris, dont la Maire de Paris Anne Hidalgo, dans laquelle les édiles « demandent que tout soit fait pour que les réfugiés soient reçus dignement dans leur région et leur commune ».